# Tamás Kádár
Tamás Kádár (Veszprém, 14 de março de 1990) é um futebolista húnagro. Sua equipe é o MTK Budapest, onde atua como zagueiro.

## Carreira
Tamás Kádár fez parte do elenco da Seleção Húngara de Futebol da Eurocopa de 2016.